# Castelfidardo

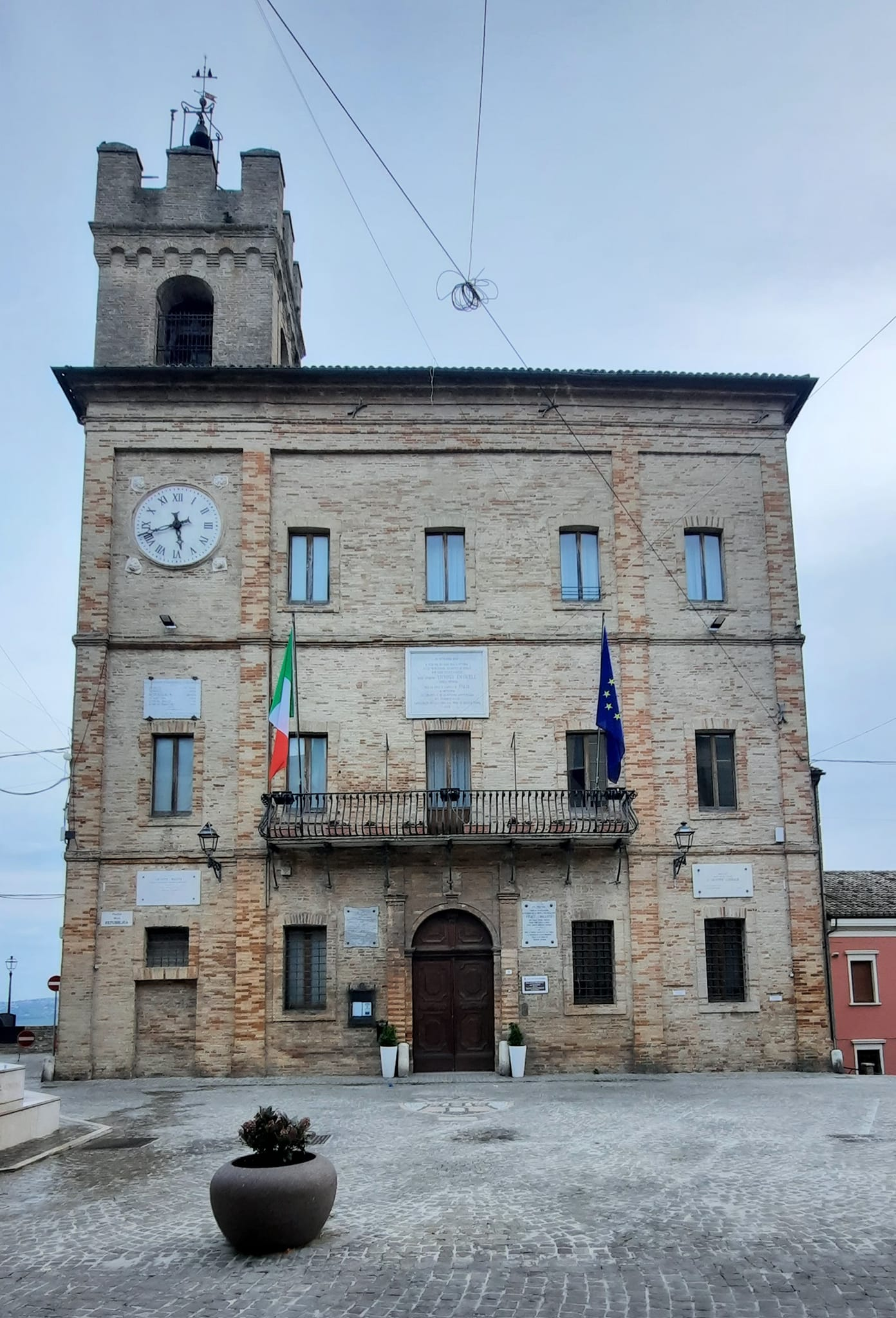
Palazzo Priorale, sede del municipio (notizie 1492).

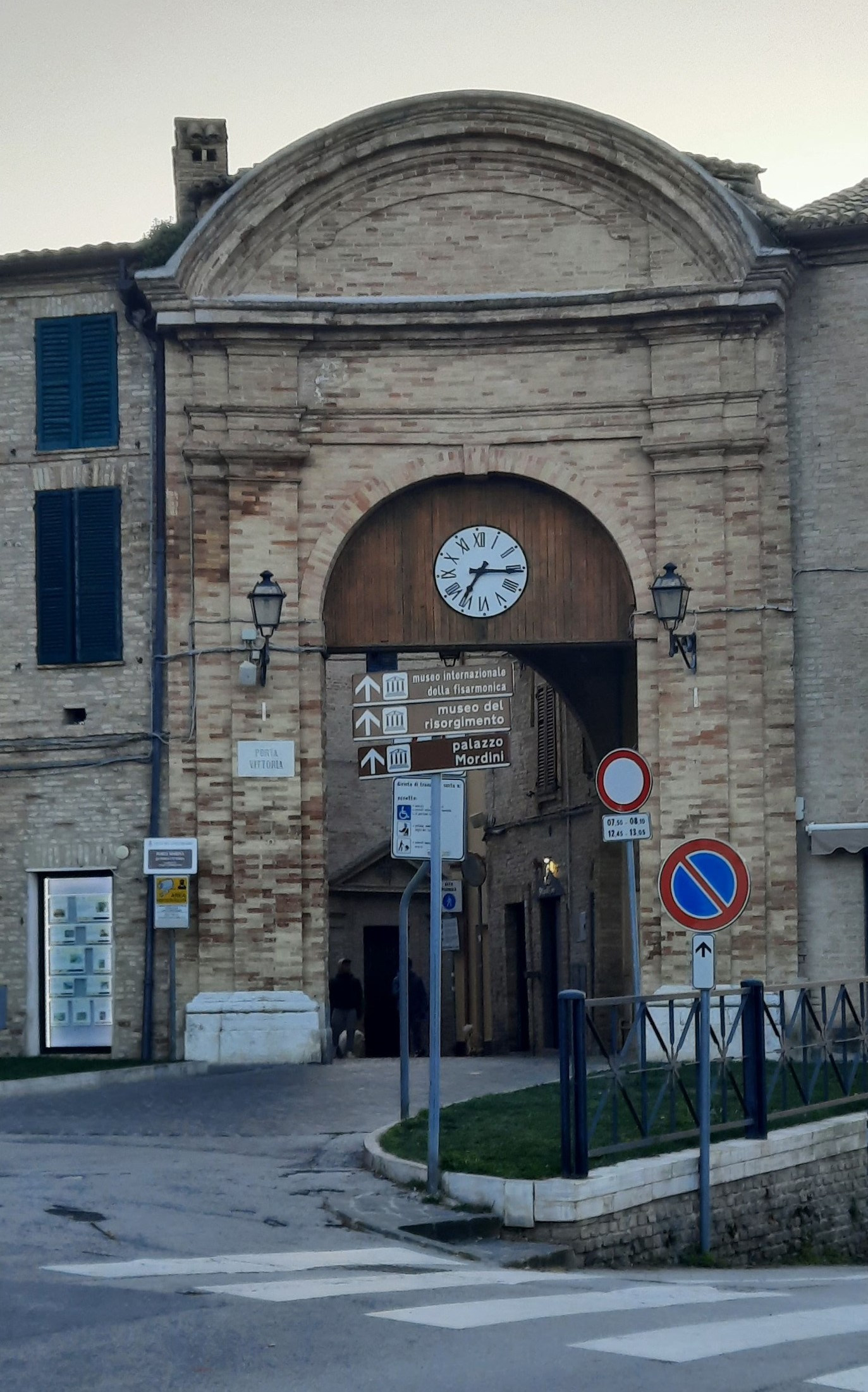
Porta Vittoria, detta comunemente "Porta Marina".

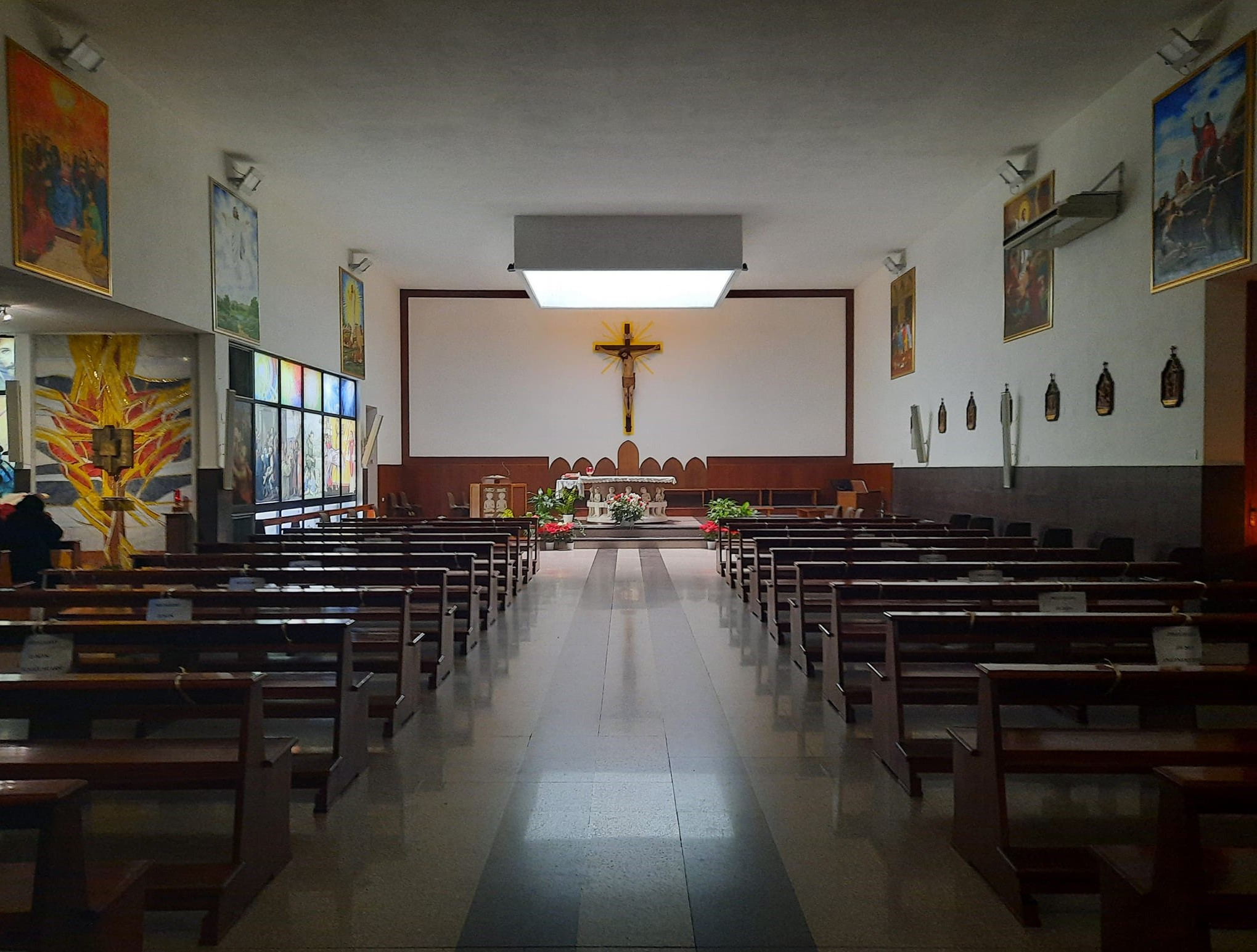
Chiesa di Sant'Antonio da Padova.

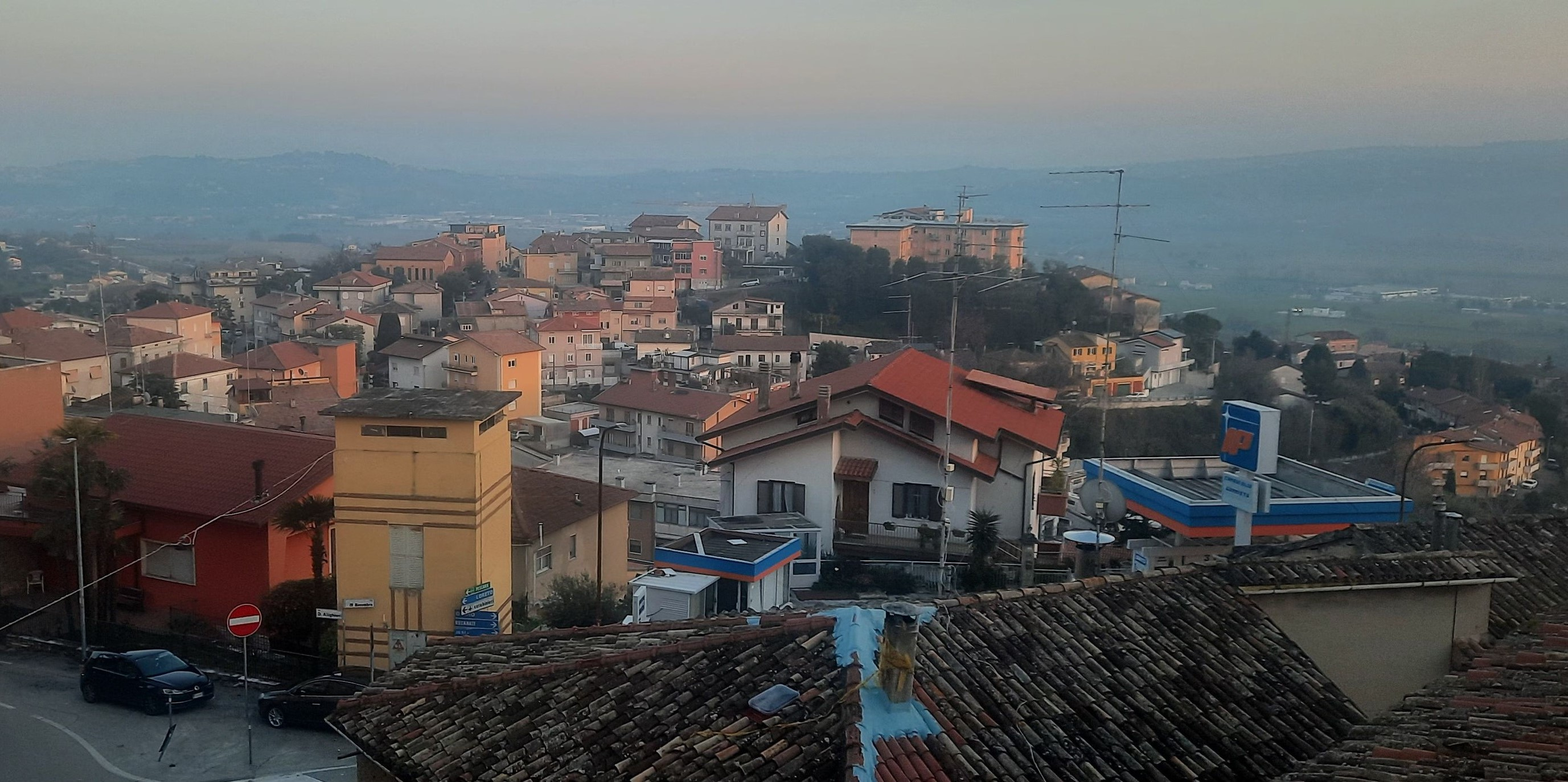
Vista del quartiere Figuretta.

Castelfidardo (Castèllo in dialetto fidardense) è un comune italiano di 18 429 abitanti della provincia di Ancona nelle Marche.

## Geografia fisica
Castelfidardo sorge su un colle a 212 m s.l.m., tra le vallate dei fiumi Aspio e Musone.
Si affaccia sulla selva di Castelfidardo e dista pochi chilometri dalla riviera del Conero.

## Storia

### Dalla Preistoria all'Età romana
L'attuale territorio di Castelfidardo è stato occupato dall'uomo sin dal Paleolitico come dimostrano gli svariati strumenti in selce rinvenuti nella pianura del fiume Musone. Alla fine dell'Età del rame-inizi Età del bronzo risale invece un insediamento scoperto in contrada Campograsso, nei pressi del fosso Vallato: si trattava probabilmente di una piccola comunità dedita all'agricoltura e all'allevamento, integrati da caccia e pesca, che abitava in un villaggio di capanne. Per l'Età del ferro sono note alcune sepolture riferibili al popolo dei Piceni. In particolare risulta interessante una tomba, datata tra la fine del IV e gli inizi del III secolo a.C., scoperta in zona Figuretta, che testimonia i contatti commerciali tra gli abitanti dei colli fidardensi e le popolazioni picene del Conero.
In epoca romana, il territorio del Comune di Castelfidardo, apparteneva quasi interamente alla colonia di Auximum. A testimoniare tale lontano passato, restano sul terreno i segni di due grandi blocchi di centurie, uno localizzato nelle frazioni di Crocette e Villa Poticcio, l'altro a sud del centro abitato. Il territorio fidardense era inoltre attraversato da strade che mettevano in comunicazione Auximum con le città di Numana e Potentia e dalla grande viabilità costiera che collegava il nord con il sud della penisola. Tra le scoperte archeologiche di età romana, da segnalare una fattoria rinvenuta in contrada Quercia Bella e un'epigrafe, venuta alla luce tra le rovine dell'antica chiesa di S. Vittore, contenente una dedica a Numeriano Cesare (282-283 d.C.).

### Età medievale
Verso l'anno mille,  in prossimità di un'area occupata da un bosco, denominato Waldum de Fico, venne eretto il maniero che assunse la denominazione di Castrum Ficardi. La prima notizia storica relativa al Castrum è in un documento, del 24 maggio 1139, nel quale papa Innocenzo II confermava all'eremo di Fonte Avellana i suoi diritti sulla chiesa di S. Silvestro posta nelle vicinanze del castello. Negli stessi anni un fidardense, tale Guido, veniva nominato cardinale.
Alla fine del secolo XII, Castelfidardo, pur mantenendo una certa autonomia comunale, era costretto a giurare fedeltà al vescovo Gentile di Osimo (1196). In questo periodo numerosi furono i conflitti tra le comunità della Marca, legate alcune al Papato e altre all'Impero, che furono ricomposti con la pace di Polverigi del 1202 alla quale aderì anche il Comune fidardense. Contrasti con i Comuni limitrofi si ebbero comunque fino al XV secolo. Nel 1240 Castelfidardo veniva semidistrutto dalle milizie di re Enzo, mentre nel 1354 era saccheggiato dalla compagnia di ventura guidata da frà Moriale.
Nel 1357 Castelfidardo veniva citato come terra parva nelle Costituzioni Egidiane. Il centro abitato era diviso in tre parti (terzieri) denominati Cassero, Varugliano e Montebello ed era completamente circondato da mura dotate di torri. Le porte di ingresso erano tre: porta del Sole, porta di Sasso e porta del Cassero. Alla fine del Trecento Castelfidardo era retto da un Consiglio generale, costituito da 60 uomini, al quale spettava le più importanti decisioni politiche ed amministrative. Nel Medioevo il Comune di Castelfidardo aveva degli statuti la cui edizione a stampa è del 1588.
Quando Alessandro Sforza cercò di appropriarsi di Castelfidardo, gli abitanti chiesero ed ottennero la protezione della Repubblica di Ancona; quando poi, nel 1445, anche il comune di Recanati mosse guerra per ampliare i suoi territori a spese dei fidardensi, Castelfidardo chiese di entrare nei territori della Repubblica di Ancona, nell'intento di trovare protezione. Il papa Eugenio IV appoggiò la richiesta e per nove anni Castelfidardo fu uno dei castelli di Ancona. Già nel 1454, su spinta del comune di Osimo, Castelfidardo si staccò da Ancona.

### Età moderna
Tra la fine del Cinquecento e l'inizio del Seicento nascevano a Castelfidardo i primi borghi fuori le mura: il borgo del sole e quello delle “cascine”. Nel 1602, lungo la via da Ancona per Loreto, presso la chiesa di Crocette, veniva istituita la fiera che tuttora si svolge nel mese di settembre. Nel corso del Settecento il centro urbano subiva numerose trasformazioni con la ristrutturazione del palazzo comunale, la ricostruzione del convento di San Francesco e di quello di San Benedetto e l'edificazione della chiesa Collegiata. Nel XIX secolo da ricordare la battaglia di Castelfidardo, avvenuta il 18 settembre 1860, quando i piemontesi guidati dal generale Cialdini sconfissero le truppe del generale Lamoricière che difendevano lo Stato Pontificio.

### Simboli
Lo stemma e il gonfalone sono stati concessi con DPR dell'8 settembre 2000.
Il gonfalone è un drappo di verde con la bordatura di rosso.

## Monumenti e luoghi d'interesse

### Architetture religiose
- Chiesa della Madonna della Consolazione.
- Chiesa e convento di Sant'Agostino.
- Collegiata di Santo Stefano.
- Chiesa di San Francesco, situata di fronte al museo del Risorgimento, oggi adibita ad auditorium.
- Chiesetta della Misericordia, situata accanto a Palazzo Mordini, aperta al pubblico soltanto nel periodo natalizio come sede di un presepe.
- Chiesa della SS. Annunziata, situata nello storico quartiere Crocette.
- Chiesa di Sant'Antonio di Padova, situata di fronte alla cancellata monumentale del monumento nazionale delle Marche.
- Chiesa di Santa Maria Apparente, situata all'esterno del complesso del monumento nazionale delle Marche.
- Chiesa e monastero di San Benedetto, oggi sede della Scuola Media Statale Giuseppe Mazzini.
- Chiesa di Santa Maria del Suffragio, costruita nel 1400 ed intitolata fino al XVIII secolo a San Rocco, restaurata nel 1988; è situata nel quartiere San Rocchetto.[19]
- Chiesa del Cerretano, situata nell'omonimo quartiere.
- Chiesa di San Vittore, ad oggi in rovina ed inagibile, situata accanto alla ditta Mengascini Lello su terreno privato.

### Architetture civili
- Palazzo comunale: sito nella centrale piazza della Repubblica. È l'antico palazzo priorale, restaurato fin dalle fondamenta nel 1780, tuttora sede dell'organo amministrativo. All'ultimo piano spicca il Salone degli Stemmi, così denominato per la presenza degli stemmi dei Comuni che contribuirono all’erezione del Monumento nazionale delle Marche, completato nel 1912. All'interno è conservato un quadro del pittore Gallucci che riproduce l'ultima fase della battaglia. Al piano seminterrato ospita il Museo internazionale della fisarmonica inaugurato il 9 maggio 1981, tra i più prestigiosi e visitati del settore. Raccoglie esemplari, partiture, testimonianze dell'arte artigiana e musicale che ha reso Castelfidardo nota in tutto il mondo per la produzione d'alta qualità dello strumento ad ancia avviata su scala industriale nel 1863 grazie all’ingegno di Paolo Soprani.
- Monumento nazionale delle Marche: collocato in prossimità del centro storico, posto all'interno del Parco delle Rimembranze, il monumento fu eretto nel 1912 in ricordo della battaglia di Castelfidardo del 18 settembre 1860; opera d'impatto 'cinematografico' in bronzo fuso a cera persa, alta circa 6 metri, essa poggia su una montagna di massi in travertino d'Ascoli, dove al suo interno è situata una cappella in stile assiro, oggi non visitabile. Lo scultore veneziano Vito Pardo ha reso un'efficace allegoria del sofferto percorso verso l'Unità d'Italia.
- Palazzo Soprani: costruito all'inizio del '900, fu la dimora dell'industriale Paolo Soprani, fondatore dell'industria della fisarmonica, e fino agli anni '80 dimora sia dell'omonima famiglia, sia di uffici ed esposizioni attinenti all'industria della Fisarmonica.
- Palazzo Mordini: un tempo monastero di suore di clausura, il palazzo fu restaurato a fine Ottocento dall'imprenditore e filantropo Ciriaco Mordini e preposto ad ospizio per indigenti; nel 1994 il palazzo cambiò destinazione d'uso ed attualmente è diviso tra vari locali:
  - Museo del Risorgimento: si occupa di narrare la battaglia di castelfidardo e di contestualizzarla nel periodo risorgimentale. L'allestimento comprende due esemplari della celebre medaglia di Castelfidardo.
  - Biblioteca Comunale di Castelfidardo.
  - Archivio storico comunale.
  - Servizio InformaGiovani, presente nella biblioteca.
  - Civica Scuola di Musica Paolo Soprani.
  - Giardini di Palazzo Mordini.
- Ossario – Sacrario dei Caduti: eretto negli anni 1861-1870 ai margini meridionali della Selva di Castelfidardo, area ove si svolse l'omonima Battaglia, custodisce le vite spezzate dei caduti dei due opposti eserciti sabaudo e pontificio.
- I ceppi storici: sparsi nell'area della battaglia e per il paese, raccontano le fasi dell'evento bellico e gli spostamenti dei contingenti in ordine cronologico.
- Piazzale Don Minzoni: tra i luoghi di ritrovo più frequentati, comunemente chiamato Porta Marina. Rappresenta il balcone della città che si affaccia sul mare Adriatico. Caratteristico il famoso arco, una delle principali vie d'accesso alla città e la pavimentazione sottostante recentemente riportata alla luce.
- Torre dell'acquedotto in piazza Garibaldi: costruito in epoca fascista, è uno dei simboli identitari dell'orizzonte urbano e rappresenta il punto più alto della città.
- Grotte di Sant'Anna: l'ingresso coincide con quello delle scuole paritarie Sant'Anna, sotto le quali si dipanano cunicoli che si stima risalenti ad un periodo compreso tra il 1300 ed il 1400.
- Monumento alla Fisarmonica e al Lavoro: inaugurato nel 2002, opera dello scultore fidardense Franco Campanari, è rappresentato il dio alato Hermes che offre al cielo una fisarmonica; la base del monumento è decorata, di fronte, dalle raffigurazioni dei più importanti interpreti della fisarmonica, di retro, dalla rappresentazione della lavorazione dello strumento con, sullo sfondo, il panorama fidardense.
- Monumento agli alpini caduti in ogni guerra.
- Palazzo Palombarone: posto all'esterno del centro storico, antica residenza dell'arcivescovo, oggi proprietà privata.
- Villa Pace: situata nella contrada Fossaccio; costruita nel 1830, un tempo dimora dei Conti Mei-Gentilucci, oggi abbandonata.

## Società

### Evoluzione demografica
Abitanti censiti

### Etnie e minoranze straniere
Secondo i dati ISTAT al 31 dicembre 2010 la popolazione straniera residente era di 1 503 persone. Le nazionalità maggiormente rappresentate in base alla loro percentuale sul totale della popolazione residente erano:
- Albania 460 2,43%
- Romania 316 1,67%

### Religione
Nel territorio comunale hanno sede 4 parrocchie: Santo Stefano, Sant'Agostino, Sant'Antonio da Padova e Santissima Annunziata; appartenenti all'arcidiocesi di Ancona-Osimo.

## Cultura

### Istruzione
Sul suolo della città è dislocato l'Istituto Comprensivo Statale "Giuseppe Mazzini", comprendente di cinque plessi: due scuole dell’Infanzia, due scuole di istruzione primaria e uno di scuola secondaria di I grado.
A Castelfidardo ha sede l'Istituto di Istruzione Superiore "Antonio Meucci", sede associata dell'I.I.S. Laeng-Meucci Osimo e Castelfidardo, con corsi di liceo delle scienze applicate, elettronica ed elettrotecnica, informatica e telecomunicazioni.

## Economia

### Fisarmoniche
Castelfidardo è famosa nel mondo tra le Aziende produttrici di fisarmoniche in Italia, e grazie a queste attività alimenta anche un discreto turismo. La più antica di queste aziende, la Paolo Soprani, fu fondata nel 1863.

### Altre industrie
Altre numerose industrie di vario tipo sono dislocate intorno alla città, in differenti zone, tanto da farne un importante polo produttivo del centro Italia.

## Amministrazione
| Periodo           | Periodo           | Primo cittadino          | Partito                            | Carica                                                    | Note          |
| ----------------- | ----------------- | ------------------------ | ---------------------------------- | --------------------------------------------------------- | ------------- |
| ...1921           | ...               | Mario Brandoni           | Partito Socialista Italiano        | Sindaco                                                   |               |
| ...               | ...               | ...                      | ...                                | ...                                                       | ...           |
| 5 luglio 1944     | 23 luglio 1944    | Mario Brandoni           | /                                  | Commissario nell'insediamento del Comitato di Liberazione |               |
| 24 luglio 1944    | 7 aprile 1946     | Mario Brandoni           | ...                                | Sindaco                                                   |               |
| 8 aprile 1946     | 9 giugno 1951     | Fabrizio Marcosignori    | ...                                | Sindaco                                                   |               |
| 10 giugno 1951    | 9 giugno 1956     | Dante Mancini            | ...                                | Sindaco                                                   |               |
| 10 giugno 1956    | 20 novembre 1960  | Guido Ottavianelli       | ...                                | Sindaco                                                   |               |
| 21 novembre 1960  | 28 dicembre 1964  | Manlio Mercatali         | ...                                | Sindaco                                                   |               |
| 29 dicembre 1964  | 5 novembre 1967   | Michele Rizzi            | ...                                | Sindaco                                                   |               |
| 6 novembre 1967   | 27 novembre 1968  | Laura Conti              | ...                                | Sindaco                                                   |               |
| 28 novembre 1968  | 29 settembre 1970 | Gerardo Amodio           | /                                  | Commissario prefettizio                                   |               |
| 30 settembre 1970 | 27 luglio 1972    | Mario Orlandoni          | ...                                | Sindaco                                                   |               |
| 28 luglio 1972    | 18 agosto 1975    | Laura Conti              | ...                                | Sindaco                                                   |               |
| 19 agosto 1975    | 28 agosto 1980    | Mario Orlandoni          | ...                                | Sindaco                                                   |               |
| 29 agosto 1980    | 28 agosto 1985    | Aurelio Carini           | ...                                | Sindaco                                                   |               |
| 29 agosto 1985    | 2 luglio 1990     | Giovanni Maceratesi      | Democrazia Cristiana               | Sindaco                                                   | [ 24 ]        |
| 2 luglio 1990     | 10 marzo 1992     | Giovanni Maceratesi      | Democrazia Cristiana               | Sindaco                                                   | [ 24 ] [ 25 ] |
| 10 marzo 1992     | 12 febbraio 1993  | Gilberto Schiavoni       | Partito Socialista Italiano        | Sindaco                                                   | [ 24 ] [ 26 ] |
| 12 febbraio 1993  | 11 marzo 1993     | Rodolfo Canzio Venturini | Democrazia Cristiana               | Assessore anziano - Sindaco f.f.                          | [ 24 ]        |
| 11 marzo 1993     | 8 maggio 1995     | Lorenzo Catraro          | Partito Socialista Italiano        | Sindaco                                                   | [ 24 ]        |
| 8 maggio 1995     | 4 marzo 1997      | Giulietta Breccia        | Centro-sinistra                    | Sindaco                                                   | [ 24 ] [ 27 ] |
| 4 marzo 1997      | 12 maggio 1997    | Carmine Rotondi          | /                                  | Commissario prefettizio                                   | [ 24 ]        |
| 12 maggio 1997    | 28 maggio 2001    | Tersilio Marotta         | Lista civica                       | Sindaco                                                   | [ 24 ]        |
| 28 maggio 2001    | 13 giugno 2006    | Tersilio Marotta         | Lista civica                       | Sindaco                                                   | [ 24 ] [ 28 ] |
| 13 giugno 2006    | 31 maggio 2011    | Mirco Soprani            | Lista civica                       | Sindaco                                                   | [ 24 ] [ 29 ] |
| 31 maggio 2011    | 22 giugno 2016    | Mirco Soprani            | Lista civica: Solidarietà popolare | Sindaco                                                   | [ 24 ] [ 30 ] |
| 22 giugno 2016    | 17 ottobre 2021   | Roberto Ascani           | Movimento 5 Stelle                 | Sindaco                                                   | [ 24 ] [ 31 ] |
| 18 ottobre 2021   | in carica         | Roberto Ascani           | Movimento 5 Stelle                 | Sindaco                                                   | [ 24 ]        |

### Gemellaggi
- Castelvetro di Modena, dal 1984
- Klingenthal
- 26º Battaglione bersaglieri "Castelfidardo", il 25 maggio 1985, rappresentato dal capitano Sergio Cassatella.

## Sport

### Calcio

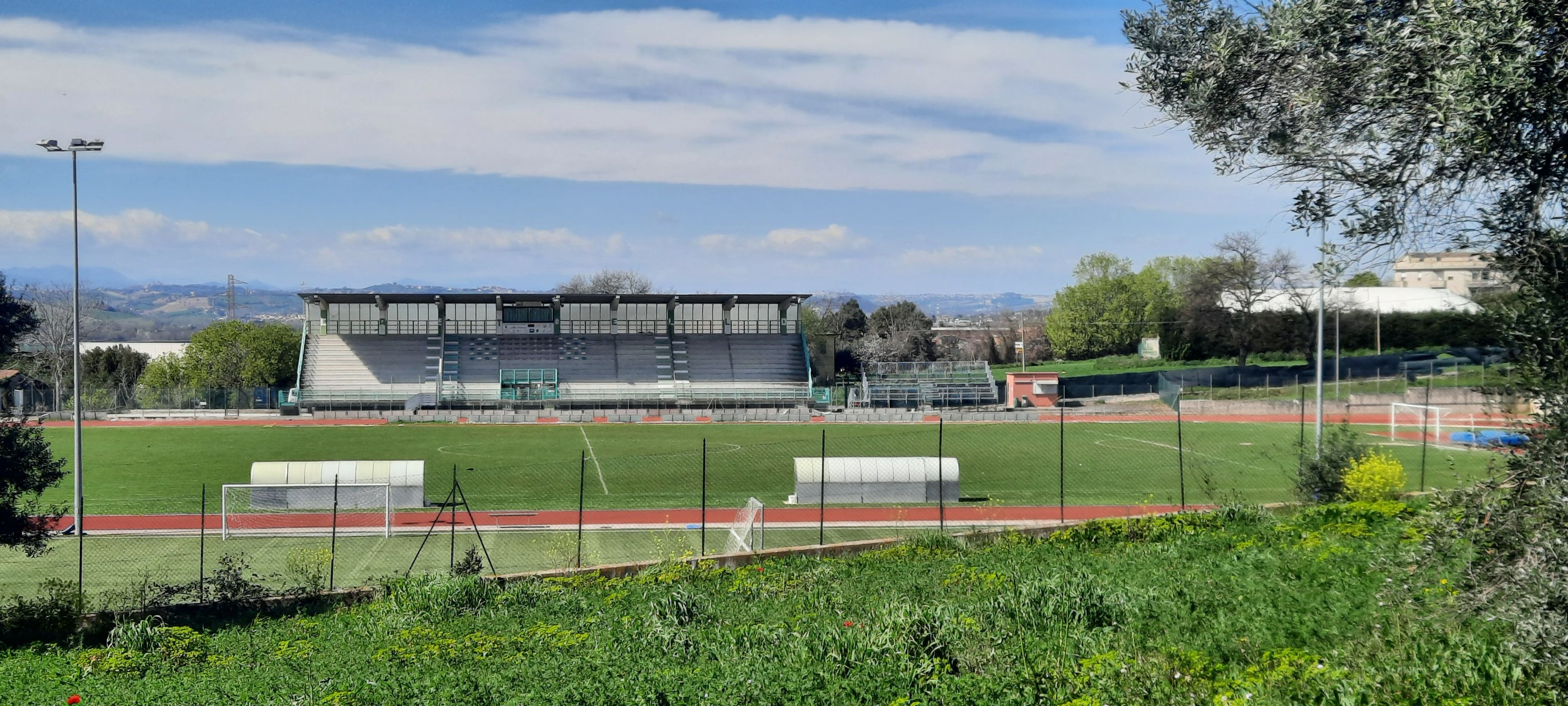
Stadio Comunale "Galileo Mancini".

La principale squadra di calcio della città è il G.s.d. Castelfidardo, nato nel 1944, che attualmente milita in Serie D.
La squadra disputa le sue partite allo stadio Comunale Galileo Mancini.

### Pallacanestro
La principale squadra di basket della città è la Vis Basket Castelfidardo, militante in Serie D.

### Ciclismo
Castelfidardo è stata per due volte sede di arrivo di tappa del Giro d'Italia: 13ª tappa del 1961 e 11ª tappa del 2011.
Castelfidardo è stata sede di arrivo della Tirreno Adriatico: 17 marzo 2008 e 14 marzo 2021.
Dal 1981, con una pausa tra il 2007 e il 2022, a Castelfidardo è disputata la gara Trofeo Città di Castelfidardo, dal 2001 parte della competizione di ciclismo su strada maschile Due Giorni Marchigiana.